# Hinzenbach
Hinzenbach is een gemeente in de Oostenrijkse deelstaat Opper-Oostenrijk, gelegen in het district Eferding (EF). De gemeente heeft ongeveer 2000 inwoners.

## Geografie
Hinzenbach heeft een oppervlakte van 15 km². Het ligt in het middennoorden van het land. De Duitse grens is niet ver weg.
Alkoven · Aschach an der Donau · Eferding · Fraham · Haibach ob der Donau · Hartkirchen · Hinzenbach · Prambachkirchen · Pupping · Scharten · Sankt Marienkirchen an der Polsenz · Stroheim
- Gemeinsame Normdatei: 10024462-2
- Virtual International Authority File: 128762105